# Genossenschaftsverband Frankfurt

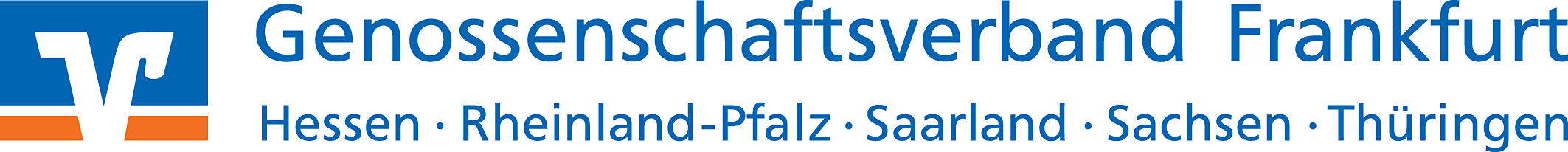
Logo

Der Genossenschaftsverband Frankfurt e.V. (GVF) war bis zu seinem Zusammenschluss mit dem Genossenschaftsverband Norddeutschland zum Genossenschaftsverband e.V. im Jahr 2008 Dienstleister und gesetzlicher Prüfungsverband der ihm angeschlossenen Mitgliedsgenossenschaften. Sein Einzugsgebiet erstreckte sich über fünf deutsche Bundesländer: Hessen, Rheinland-Pfalz, Saarland, Sachsen und Thüringen. 

## Struktur
Der GVF beschäftigte Anfang 2008 611 Mitarbeiter an sieben Standorten: Frankfurt am Main, Kassel, Saarbrücken, Erfurt, Baunatal, Bad Münster am Stein und Nossen. Strategisches und operatives Zentrum des Verbandes war der Verwaltungssitz Neu-Isenburg. An zwei Standorten unterhielt der GVF Seminarzentren.

Der GVF betreute 192 Volksbanken und Raiffeisenbanken, 188 Raiffeisen-Waren- und Dienstleistungsgenossenschaften, 73 Agrargenossenschaften, 139 Gewerbliche Genossenschaften und 13 Wohnungs- und Baubetreuungsunternehmen. Die Volksbanken und Raiffeisenbanken des Verbandes kamen auf eine Bilanzsumme von 94 Milliarden Euro. Diese hatten 28.000 Mitarbeitern, 6,7 Millionen Kunden und rund 3.000 Zweigstellen. Die Waren- und Dienstleistungsgenossenschaften erwirtschaften jährlich acht Milliarden Euro Umsatz.

Die Mitgliedsgenossenschaften in Hessen, Rheinland-Pfalz, Saarland, Sachsen und Thüringen beschäftigten insgesamt rund 37.000 Mitarbeiter. Mit mehr als 2.000 Auszubildenden gehören sie zu den wichtigsten Anbietern von Ausbildungsplätzen.

Zur systematischen Gründung von neuen Genossenschaften in zukunftsfähigen Geschäftsfeldern hatte der GVF die Plattform www.genoportal.de ins Leben gerufen. Dieses Portal wird vom Genossenschaftsverband weitergeführt. Berater des Verbands unterstützen Gründer in allen steuerlichen, rechtlichen und betriebswirtschaftlichen Fragestellungen.

## Aufgaben
- Durchführung von Prüfungen der Verbandsmitglieder zur Feststellung der wirtschaftlichen Verhältnisse und der Ordnungsmäßigkeit der Geschäftsführung
- Beratung und Unterstützung der Mitglieder mit Leistungen wie Unternehmens-, Personal-, Gründungs-, Steuer- und Rechtsberatung sowie Bildung, Training und Zertifizierung
- Vertretung der fachlichen, wirtschaftlichen und wirtschaftspolitischen Interessen der Mitglieder
- Förderung des Genossenschaftswesens
- Planung und Realisierung von gemeinsamen Marketingmaßnahmen
- Information der Mitglieder, Benchmarking sowie die Herausgabe einer Managementzeitschrift für Verbandsmitglieder
- Entwicklung und Umsetzung von Dienstleistungen im Rahmen des Aufgabenspektrums des Verbandes für die Kunden der Verbandsmitglieder durch die Einrichtungen und des Verbandes.

## Geschichte
Am 25. Mai 1862 wurde der Verband der Erwerbs- und Wirtschaftsgenossenschaften am Mittelrhein e.V. zu Wiesbaden gegründet. Er ist einer der Rechtsvorgänger unseres heutigen Verbandes. Der Genossenschaftsverband Frankfurt e.V. ist damit der älteste Regionalverband der genossenschaftlichen Organisation.
Großen Einfluss auf die Entwicklung des Genossenschaftswesens in Hessen hatte Wilhelm Haas, der 1839 in Darmstadt geboren wurde. Anders als Friedrich Wilhelm Raiffeisen und Hermann Schulze-Delitzsch ging es Haas weniger um die Gründung von Genossenschaften, sondern vielmehr darum, bereits bestehende Genossenschaften in Verbänden zu organisieren und so die Schlagkraft des Genossenschaftswesens insgesamt zu stärken. Der Darmstädter arbeitete an dem, was man heute den genossenschaftlichen Verbund nennt. So war der studierte Jurist zum Beispiel Initiator und Präsident des 1873 in Mainz gegründeten 'Verband der hessischen landwirtschaftlichen Konsumvereine'. 1883 gründete Haas den 'Reichsverband ländlicher Genossenschaften'. Schulze-Delitzsch, Raiffeisen und Haas schufen Einrichtungen, die aus bitterer Not der ländlichen Bevölkerung und der Handwerker und Gewerbetreibenden in den Städten geboren wurden. Hunger, Geldmangel und Ohnmacht gegenüber den wirtschaftlich Mächtigen stand an der Wiege der Genossenschaften. Selbsthilfe, Selbstverantwortung und Selbstverwaltung wurden zu Schlüsseln, die den Betroffenen Tore in eine bessere Zukunft öffnen sollten.
Dieses Ziel wurde auch bei der Verbandsgründung in Wiesbaden im Jahre 1862 verfolgt. Der Verband formulierte seine Aufgaben so: "Die Anknüpfung wechselseitiger Geschäftsverbindungen zwischen den den Verband bildenden Vereinen" und "den Austausch der Erfahrungen bezüglich der wirtschaftlichen Verhältnisse des Vereinsgebietes und der dadurch bedingten Bedürfnisse"; schließlich "die Beschlussfassung über gemeinsame Anträge bei dem allgemeinen Vereinstag der deutschen Genossenschaften und die Verfolgung und Ausführung des dort Beschlossenen."
Im Laufe der Zeit entstanden flächendeckende Regionalverbände, denen sich die Genossenschaften zunächst freiwillig anschlossen und freiwillig der Prüfung unterzogen. 1889 wurde die Prüfung zur gesetzlichen Pflicht. Seit 1934 ist jede Genossenschaft von Gesetzes wegen verpflichtet, einem Prüfungsverband anzugehören. 
Wichtigste Höhepunkte in der jüngeren Geschichte waren 1990 die Aufnahme von Genossenschaften aus Thüringen und 1992 die Fusion mit dem Genossenschaftsverband Kurhessen-Thüringen e. V., Kassel.
Nachdem in der DDR die Raiffeisen- und die Schulze-Delitzsch-Genossenschaften strikt getrennt voneinander organisiert waren, schlossen sich mit der Wiedervereinigung die Raiffeisen-Genossenschaften dem damaligen Raiffeisenverband Kassel, die Schulze-Delitzsch-Genossenschaften und die Volksbanken dem Genossenschaftsverband Frankfurt an. Jeweils rund 60 Agrargenossenschaften traten unserem Verband und dem damaligen Kasseler Verband bei. 1992 schließlich kam es nach über einem Jahr intensiver Gespräche zur Vereinigung der Verbände in Frankfurt am Main und Kassel. Der Genossenschaftsverband Frankfurt konnte damals bereits auf eine 130-jährige Geschichte, der Genossenschaftsverband Kassel auf 110 Jahre zurückblicken.

Im Jahr 2002 wurde die Verschmelzung mit dem Saarländischen Genossenschaftsverband e.V. eingetragen. Zu diesem Zeitpunkt war der GVF als weltweit ältester genossenschaftlicher Regionalverband damit durch Fusionen aus 12 Vorgängerorganisationen hervorgegangen.

Seit dem 1. Januar 2004 gehören dem Verband zudem die sächsischen Kreditgenossenschaften an.

2008 wurde die Fusion mit dem Genossenschaftsverband Norddeutschland zum Genossenschaftsverband e.V. beschlossen. Im Januar 2009 wurde die Verschmelzung ins Vereinsregister eingetragen und damit rechtswirksam. Durch die Verschmelzung entstand ein Verband, der sich über 13 Bundesländer erstreckt und 1.800 Genossenschaften mit 4,2 Millionen Mitgliedern betreut.